# M35
М35 (също познат като NGC 2168) е разсеян звезден куп в съзвездието Близнаци.
Открит е от италианския астроном Жан-Филип Лоа дьо Шезо през 1745 г.
В Нов общ каталог се води под номер NGC 2168.
Разстоянието до М35 e изчислено на около 2800 светлинни години.